# Occultation de la bisexualité

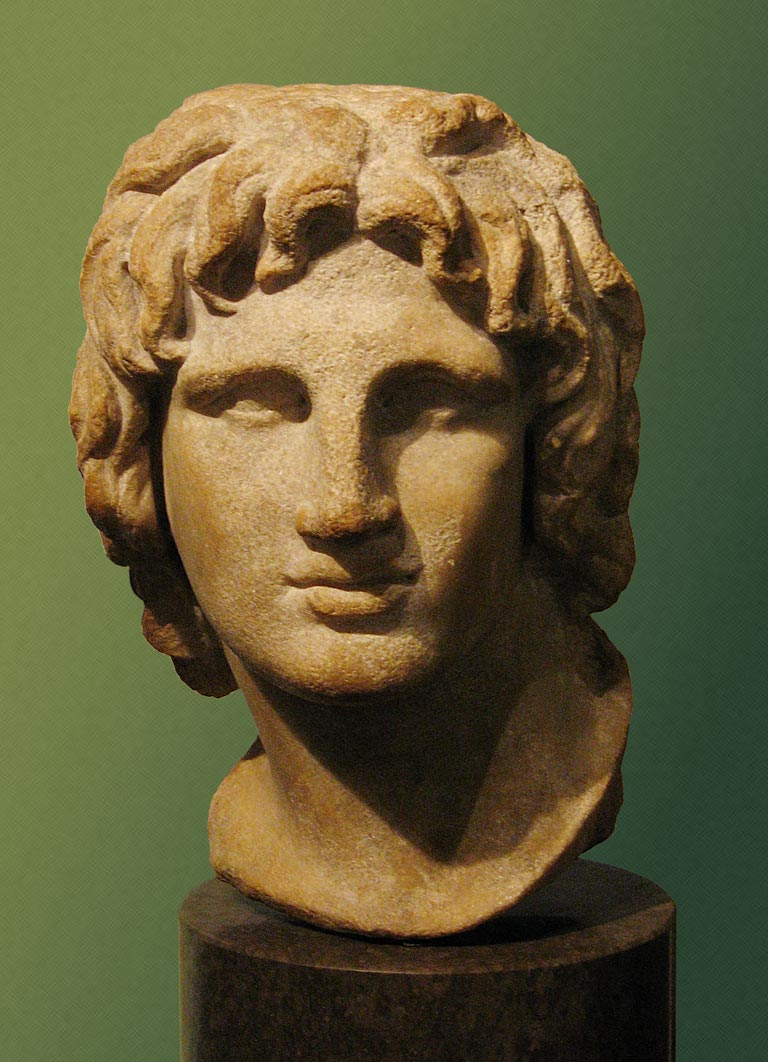
En 2004, des avocats grecs ont menacé de poursuivre en justice les réalisateurs du film Alexandre, car il dépeint la bisexualité d'Alexandre le Grand.

L’occultation de la bisexualité est la tendance à ignorer, retirer, délibérément effacer, falsifier ou réinterpréter toute preuve de la bisexualité apparaissant dans la littérature, les archives historiques, les travaux universitaires, les médias et toutes les autres sources primaires,.
Lorsque l’occultation de la bisexualité prend sa source dans des travaux empreints de malhonnêteté intellectuelle ou d’erreurs, on peut la considérer comme une manifestation de biphobie.
Dans certains cas extrêmes, l’occultation de la bisexualité peut même prendre la forme d’un déni de l'existence même de la bisexualité.
Depuis les années 1970, l'histoire de la bisexualité montre une organisation du mouvement bisexuel pour lutter contre cette occultation.

## Rôle des préjugés
De nombreuses idées reçues ont pour conséquence l'occultation de la bisexualité : parmi celles-ci, il y a le fait de considérer que lorsqu'un couple est constitué d'un homme et d'une femme, les personnes en question sont automatiquement « hétérosexuelles », qu'un couple de femmes est une union de deux « lesbiennes », ou que deux hommes en relation amoureuse sont « gays », alors que toutes ces personnes peuvent également être bisexuelles. De même, la bisexualité est souvent déconsidérée comme n'étant qu'« une phase ».

## Occultation intériorisée

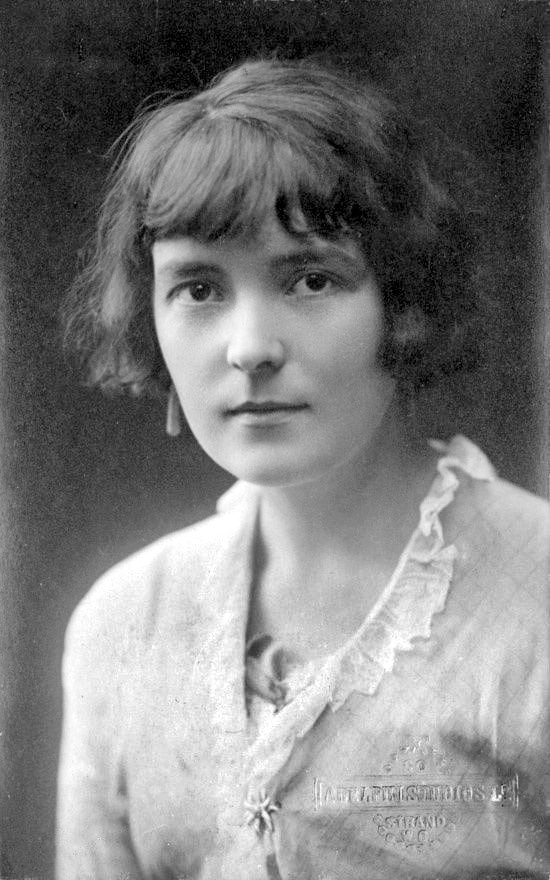
La nouvelliste Katherine Mansfield a entretenu des liaisons avec des personnes des deux sexes. Son mariage avec John Murry, cependant, a occulté aux yeux de ses proches et du public ses amours moins connues, notamment avec Maata Mahupuku et Beatrice Hastings.

En Occident, la représentation de la vie sexuelle se fait sur un axe homosexualité-hétérosexualité ; qui s'excluent l'une l'autre,. Il existe ainsi une très grande difficulté à penser que des personnes ont « une part » d'homosexualité, sans les considérer comme « totalement » homosexuelles, . Malgré une vie hétérosexuelle passée, un seul acte homosexuel est ainsi considéré comme révélant la « vraie » nature homosexuelle de la personne en question, : c'est ce qu'on appelle la monosexualité.
Cette occultation de la bisexualité peut conduire à une biphobie intériorisée et des personnes de fait bisexuelles ne se présentent pas ainsi : nombre de femmes se décrivant comme « lesbiennes » ont des relations avec des hommes, privilégiant le terme de lesbienne comme une identité communautaire et politique, et non pas comme l'orientation sexuelle ; de même, nombre d'hommes s'engageant dans des relations avec les deux sexes se voient comme « hétérosexuels. »
Catherine Deschamps souligne comment la bisexualité est traitée différemment de l'hétérosexualité et de l'homosexualité, des « demandes de preuve » étant régulièrement exigées des bisexuels pour confirmer et réaffirmer dans le temps leur orientation sexuelle. Le manque de visibilité de la bisexualité et la difficulté d'en médiatiser une représentation visuelle représentent un handicap pour les groupes identitaires.

## Dans les médias

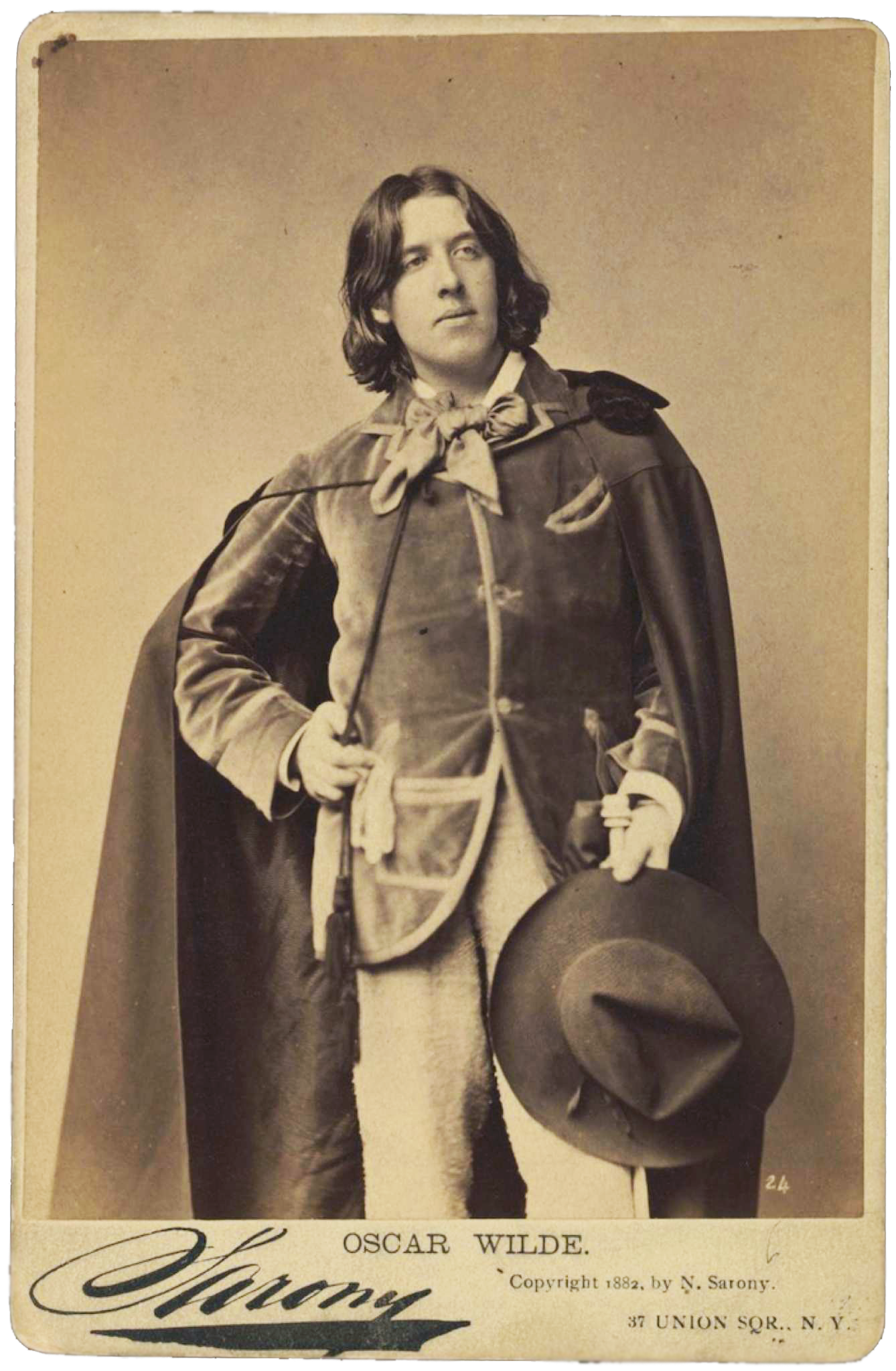
L'écrivain bisexuel Oscar Wilde est couramment présenté comme un « homosexuel célèbre », icône martyr de la communauté gay en raison de son procès et de son incarcération pour sodomie, en dépit de son union avec Constance Lloyd. Bien qu'il ait été argumenté que son mariage n'était qu'un arrangement factice servant à masquer au public son homosexualité, il eut avec elle deux enfants, Cyril et Vyvyan.

Les médias se rendent parfois coupables d'occultation de la bisexualité en présentant comme « homosexuelles » ou « gays » des personnes bisexuelles. Les médias qualifient presque automatiquement de « gays » les hommes politiques mariés à des femmes lorsqu'ils sont surpris dans des aventures homosexuelles.
Le film Brokeback Mountain a été présenté comme un « western gay », alors que les deux protagonistes entretiennent, chacun de leur côté, de longues relations hétérosexuelles.
En 2013, le plongeur britannique Tom Daley révèle publiquement qu'il est en relation avec un homme ; certains journaux l'ont alors présenté comme « gay » alors que dans sa vidéo Youtube où il annonce cela, il déclare toujours aimer les femmes.
Lors des débats publics et de la médiatisation qui s'est ensuivie aux États-Unis sur l'éventualité de l'abrogation de la loi Don't ask, don't tell, les comportements ou soldats bisexuels, et plus largement la bisexualité ont été souvent ignorés des médias, alors que la législation ne se limitait pas aux comportements homosexuels, mais s'appliquait également aux comportements de type bisexuel.
De même, les représentations de personnages bisexuels à la télévision sont très faibles, la bisexualité étant occultée et minimisée jusque dans les représentations de communautés ou de personnages LGBT : la Gay & Lesbian Alliance Against Defamation a calculé en 2014 que seuls 17,7 % des personnages LGBT représentés à la télévision étaient bisexuels, alors que si la télévision représentait vraiment la communauté LGBT comme elle est réellement, pas moins de deux tiers des femmes et un tiers des hommes seraient bisexuels.

### Pornographie
S'il existe une catégorie d'œuvres pornographiques qualifiées de « bisexuelles », il s'agit principalement de cas de triolisme entre deux hommes et une femme ; lorsqu'il s'agit de deux femmes ayant des relations sexuelles devant ou avec un homme, ces œuvres sont qualifiées de « lesbiennes ».

## Au sein de la communauté homosexuelle
L’occultation de la bisexualité peut découler de l’idée que l’égalité entre les bisexuel(le)s et les gays et lesbiennes n’est pas possible, que ce soit en termes de statut ou d’intégration dans l’une ou l’autre communauté.
Cette occultation peut par exemple se manifester par l’oubli du terme « bisexuel » dans le nom d’une organisation ou d’un évènement destiné à la communauté LGBT. Pour certains homosexuels, les bisexuel(le)s ne sont que des homosexuels « refoulés » cherchant à s'afficher comme hétérosexuels.
Il est aussi fréquent de voir des écrivains et militants gays présenter les comportements considérés comme bisexuels ou remettant en cause les genres, tels que ceux observés dans des cultures anciennes et non occidentales (par ex. pédérastie en Grèce et existence des berdaches chez les Amérindiens) comme des preuves d’une large acceptation de l’homosexualité dans d’autres cultures et à d’autres époques.
On a pu faussement présenter comme « homosexuels » des hommes mariés à des femmes et qui avaient des aventures avec d'autres hommes.
Dans certains cas, des commentateurs gays travaillant pour des médias britanniques et américains ont dépeint comme homosexuels des individus impliqués dans des scandales où il était question de relations entre personnes du même sexe, malgré leur comportement et leur style de vie bisexuels. Les médias grand public ont emboîté le pas à certains commentateurs et médias gays, en faisant l’amalgame entre certaines personnes et leurs partenaires, qu’ils soient homosexuels ou de même sexe, même lorsque ces personnes se sont déclarées bisexuelles ou sont connues pour avoir eu un certain nombre de relations avérées avec des personnes du sexe opposé et du même sexe.

## Par hétérosexisme
Le sexologue américain Alfred Kinsey constate que même si un homme s'engage dans de nombreuses relations hétérosexuelles, une seule expérience homosexuelle est suffisante pour le qualifier d'« homosexuel » et réduire à néant tout autre aspect de sa sexualité. Au contraire, les relations lesbiennes de femmes ayant entretenu ou entretenant ensuite des relations avec des hommes sont couramment désexualisées, disqualifiées et occultées comme des « amitiés romantiques ».
Dès les années 1960, des sexologues ont mis en évidence que nombre de personnes se déclarant « hétérosexuelles » s'engageaient régulièrement, mais de façon cachée, dans des activités et des rencontres homosexuelles ; il peut s'agir d'hommes mariés s'engageant dans des relations extra-conjugales homosexuelles sans lendemain, ou s'offrant les services de jeunes prostitués adolescents.
Ce phénomène d'occultation de sa propre bisexualité, pour se présenter comme hétérosexuel, est généralisé en Amérique latine.

## Dans la recherche
La bisexualité n'a jamais véritablement été acceptée comme une orientation sexuelle à part entière chez de nombreux travaux sexologiques ; on lui refusait le statut d'orientation sexuelle véritable, l'associant à une phase transitoire, un état de confusion à propos de soi, ou encore à une mode transitoire. Parce qu'elle ne rentrait pas dans les cadres préconçus d'homosexualité et d'hétérosexualité, la bisexualité a été totalement ignorée dans les travaux historiques. PC et P Rust rapportent que de 1975 à 1985, seules 3 % des publications portant sur la sexualité entre personnes de même sexe incluent les mots « bisexuel » ou « bisexualité » dans leur titre, abstract ou mots-clefs. Ce chiffre passe à 16 % pour la période allant de 1985 à 1995 et à 19 % pour celle allant de 1995 à 2005. Chris Calge écrit ainsi que cette approche constitue une « historiographie monosexuelle gay. »
Encore de nos jours, la recherche sexologique a tendance à fondre la bisexualité et les bisexuels dans des catégories inappropriées comme « gays » ou « lesbiennes ».
Les disciplines de la sexologie, la psychologie et la psychothérapie sont particulièrement touchées par le phénomène d'occultation de la bisexualité.

## Lutte contre l'occultation de la bisexualité

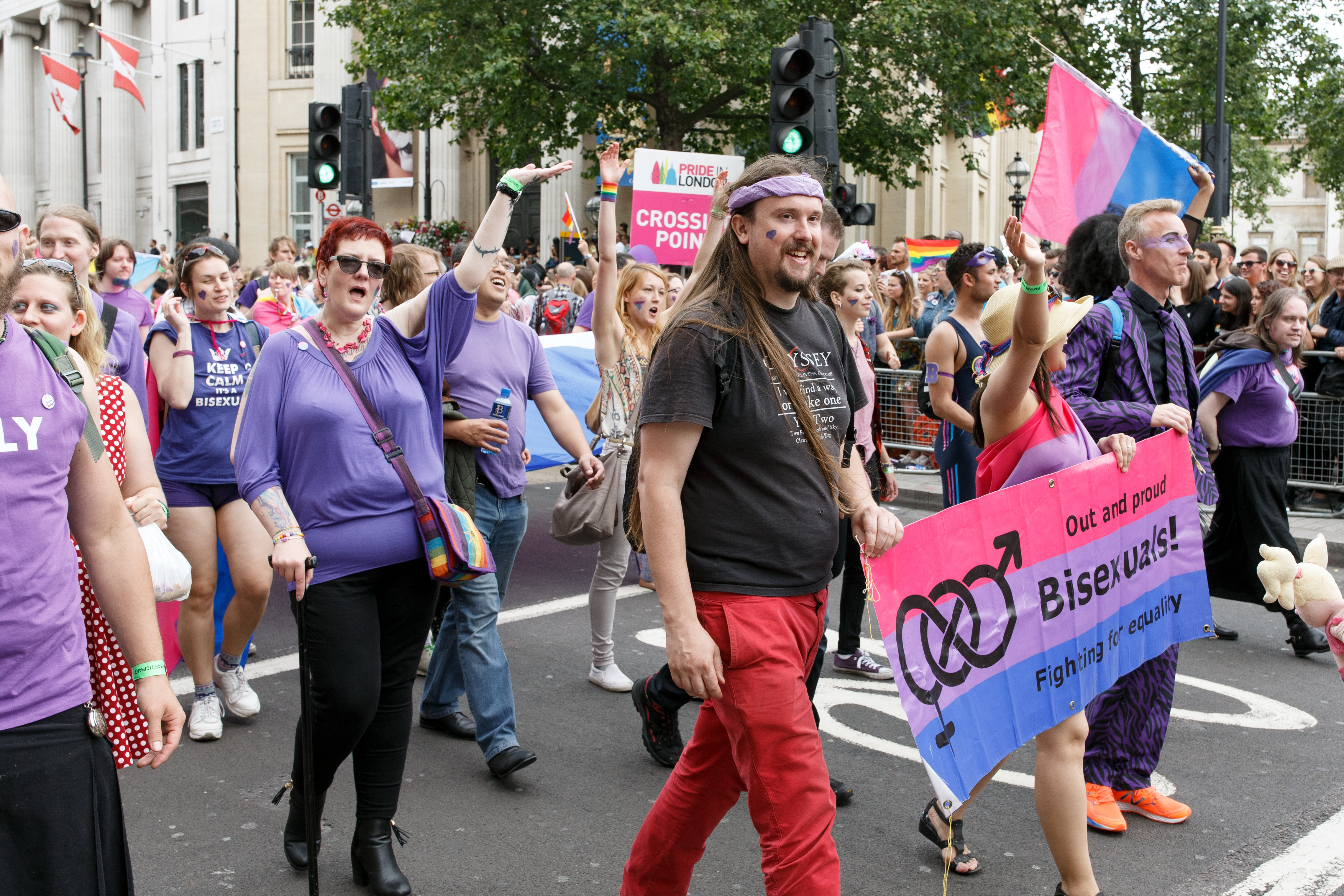
Des personnes bi à la marche des fiertés de Londres en 2016, avec une banderole proclamant la fierté d'être bi.

L'histoire de la bisexualité montre au XXe siècle une organisation des communautés bisexuelles pour lutter contre ce phénomène d'occultation au sein du mouvement LGBTIQ et de la société dans son ensemble,. En 1976, Maggi Rubenstein et Harriet Leve fondent le San Francisco Bisexual Center pour pallier cette occultation et offrir un espace communautaire pour les personnes bisexuelles,.
En février 2014, une éditorialiste du Huffington Post estime que le seul moyen de lutter contre l'occultation de la bisexualité est que les bisexuels eux-mêmes soient plus visibles : elle estime que les récentes déclarations de Tom Daley ou de Maria Bello vont dans ce sens.